# Niedrigwasser

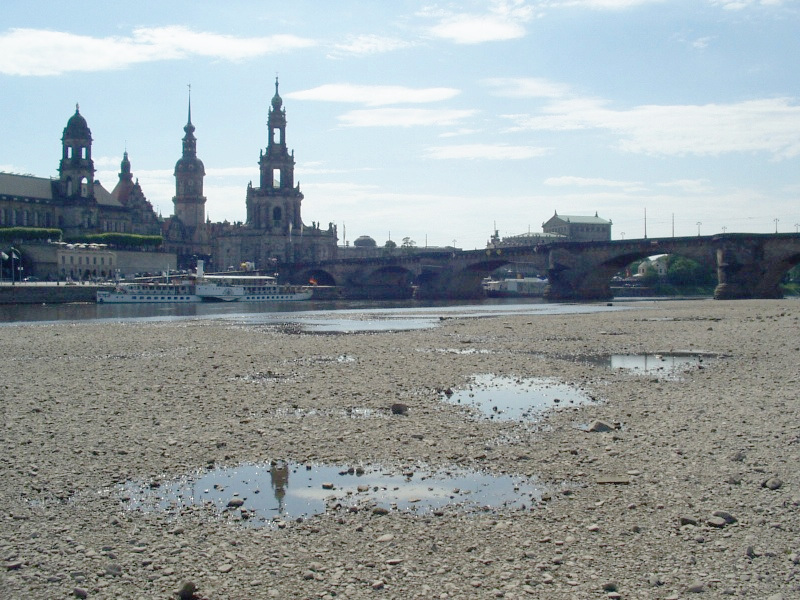
Niedrigwasser der Elbe in Dresden (Pegelstand bei 1 Meter, Juni 2005)

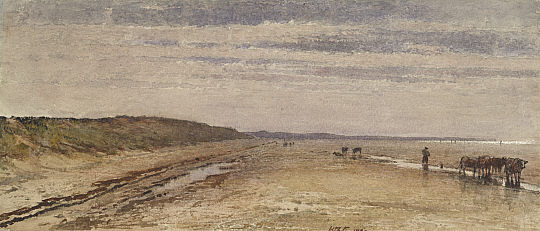
Ebbe, Aquarell auf Papier, Sir William Fettes Douglas, 1882

Als Niedrigwasser bezeichnet man den unteren Wasserstand von Gewässern. Es wird zwischen Niedrigwasser im Tidebereich und Niedrigwasser in Gewässern, die nicht von der Tide beeinflusst werden, unterschieden:
- Tideunabhängige Gewässer sind Gewässer, auf die sich Flut und Ebbe nicht oder fast nicht auswirken.
  - Als Niedrigwasser bezeichnet man dann den Wasserstand von Gewässern, der deutlich unter einem als normal definierten Zustand liegt. Dieses Niedrigwasser ist grundsätzlich wetter- oder jahreszeitlich bedingt
- Tideabhängige Gewässer:
  - Niedrigwasser tritt als Normalzustand periodisch alle 12 bis 12½ Stunden auf. Dies gilt in Europa vor allem für vom Atlantischen Ozean abhängigen Gewässer, darunter die Nordsee sowie die in sie mündenden Flüsse.

## Niedrigwasser im Tidebereich
Im Gezeiten-Zyklus der Meere ist Niedrigwasser der tiefste Wasserstand beim Übergang von der Ebbe zur Flut. Umgangssprachlich wird Niedrigwasser häufig mit der Ebbe verwechselt.
Der arithmetische Mittelwert aus Tidenstieg (TS) und Tidenfall (TF) heißt Tidenhub (TH).

## Niedrigwasser in Binnengewässern
Bei Binnengewässern ist Niedrigwasser primär die Folge eines meteorologisch bedingten Niederschlags- bzw. Wassermangels. Die regulären jahreszeitlichen Schwankungen bemisst man am Mittleren jährlichen Niederwasser (MJNQ), darunter herrscht extremes Niedrigwasser. Wann der Wasserstand am niedrigsten ist, hängt vom lokalen Klima ab (Abflussregime), es kann im Sommer liegen, aber auch – etwa im Hochgebirge – durch Niederschlagsbindung als Schnee im Winter. Neben dieser Definition wird Niedrigwasser auch anhand von Schwellenwerten definiert, die je nach Gesichtspunkt (Ökologie, Wassermanagement, Bewässerung, Schifffahrt usw.) unterschiedlich angesetzt werden.
Für die Binnenschifffahrt kann Niedrigwasser erhebliche Einschränkungen wegen einer Reduktion der Abladetiefe und Unfallgefahren zur Folge haben. Des Weiteren kann die Produktion von Betrieben, die auf Entnahme von Kühl- oder Betriebswasser angewiesen sind, eingeschränkt werden. Bei gleichbleibender Einleitung von Schadstoffen kommt es durch das fehlende Verdünnungswasser zu erhöhten Schadstoffkonzentrationen. Da häufig gleichzeitig auftretende langsame Fließbewegungen und hohe Temperaturen einen zu geringen Sauerstoffgehalt im Wasser hervorrufen können, besteht erhöhte Gefahr eines Fischsterbens. Ufersicherungen und Bauwerke auf Holzpfählen verrotten, wenn sie durch zu niedrigen Wasserstand dem Einfluss von Sauerstoff ausgesetzt sind. Niedrigwasser kann durch menschliche Eingriffe sowohl verschärfend (Wasserentnahmen) als auch abmildernd (Niedrigwasseraufhöhung) beeinflusst werden.
Wasserentnahme, etwa für landwirtschaftliche Bewässerung, die rechtlich an einen Mindestwasserstand gebunden ist, kann zum Erliegen kommen.
Bedeutend ist für das Wassermanagement und die Ökologie auch die Problematik der Restwassermenge an Entnahmeanlagen, etwa Kraftwerken.
Wildwasserstrecken können bei Niedrigwasser über starke Verblockung für Paddler unbefahrbar werden. Zwar können Boote und Wassersportler an Wracks, Schrott und Steinen, die dann weniger tief unter der Wasseroberfläche liegen, zu Schaden kommen, doch gefährliche Fremdkörper können gerade dann oft von oben gesehen und leichter entfernt werden.
Andererseits können Furten mit Fahrzeugen oder zu Fuß, etwa mit Bergschuhen passierbar werden, Fischer können mit Stiefeln weiter in ein Flussbett steigen, wenn Wasserspiegel und Strömungsgeschwindigkeit zurückgehen. Bautätigkeiten etwa am Fundament einer Uferverbauung werden erleichtert, wenn Arbeitende im seichten Wasser bei nur geringer Fließgeschwindigkeit in Watstiefeln stehen können. Auch maschinelle Wasserbaumaßnahmen im Flussbett werden erleichtert, weil mit einem Bagger bei Niedrigwasser weiter in ein flaches Flussbett hineingefahren werden kann und die Lage etwa eingebauter Steinblöcke, Schwellen, Buhnen oder einer Berme besser beurteilt werden kann.